# Pyramica lilloana
Pyramica lilloana är en myrart som först beskrevs av Brown 1950.  Pyramica lilloana ingår i släktet Pyramica och familjen myror. Inga underarter finns listade i Catalogue of Life.